# Juliette Van Dormael
Pour les articles homonymes, voir Dormael.
Juliette Van Dormael née le 22 décembre 1990 à Bruxelles, est une directrice de la photographie belge.

## Biographie
Fille de Laurette Vankeerberghen et de Jaco Van Dormael, elle s'est fait connaitre comme directrice photographique grâce au long métrage de Harry Cleven Mon ange (2016) et aux courts-métrages de Zeno Graton Jay parmi les hommes (2015) et Mouettes (2013) parmi d'autres. Elle a étudié à l'INSAS, école de cinéma bruxelloise, entre 2008 et 2013.
Elle a gagné le Best Cinematographer's Debut Award au Camerimage en 2016 pour Mon Ange et a été nommée par l'American Society of Cinematographers en 2017 pour le même film,.

## Filmographie

### Longs métrages
- 2020 : Filles de joie[4]
- 2016 : Mon ange[5]
- 2018 : Cavale de Virginie Gourmel

### Courts métrages
- 2016 : Ce qui demeure, Caverne.
- 2015 : Jay parmi les hommes[6]
- 2014 : Triptyque
- 2013 : Mouettes[7], Lise.
- 2011 : Les corps conducteurs.

### Clips
- 2016 : Birds love wires An Pierlé[8].

### Documentaires
- 2013 : Anima[9].

## Entrevues
- The Belgian Society of Cinematographers (en) « Juliette van Dormael about “Mon ange” », sur AFC, 5 décembre 2016
- Association française des directeurs de la photographie cinématographique « Entretien avec la directrice de la photographie Juliette Van Dormael à propos de son travail sur "Mon ange", de Harry Cleven », sur AFC, 17 novembre 2016
- Format Court « Simon Gillard et Juliette Van Dormael », sur formatcourt, 11 décembre 2013

## Récompenses
- 2016 : Best Cinematographer's Debut Award au Camerimage[10].